# Vic-sur-Cère
Vic-sur-Cère – miejscowość i gmina we Francji, w regionie Owernia-Rodan-Alpy, w departamencie Cantal, położona nad rzeką Cère.
Według danych na rok 1990 gminę zamieszkiwało 1968 osób, a gęstość zaludnienia wynosiła 67 osób/km² (wśród 1310 gmin Owernii Vic-sur-Cère plasuje się na 108. miejscu pod względem liczby ludności, natomiast pod względem powierzchni na miejscu 224.).